# Robert Ripley
LeRoy Robert Ripley (25 december 1890 – 27 mei 1949) was een Amerikaanse cartoonist, ondernemer, en amateur-antropoloog die bekend is van het door hem gecreëerde 'Ripleys geloof het of niet'-gamma, bestaande uit een krantenserie en een radio- en televisieshow. Hierin werden vreemde feiten van over de hele wereld getoond.
In 1919 trouwde Ripley met Beatrice Roberts. Hij maakte zijn eerste wereldreis in 1922 en publiceerde zijn reisverslag in de kranten. Hij raakte gefascineerd door ongewone en exotische buitenlandse locaties en culturen. Omdat hij de waarheid van zijn claims zeer serieus nam, huurde hij in 1923 een onderzoeker en polyglot in met de naam Norbert Pearlroth als fulltime assistent. In 1926 verhuisden Ripley's cartoons van de New York Globe naar de New York Post. [2]
In 1931 schreef Ripley als eerste over het bijgelovig broodjeaapverhaal dat later de Vloek van Tecumseh, Vloek van Tippecanoe of Zero-vloek zou gaan heten.
- CiNii: DA02676736
- Gemeinsame Normdatei: 136165192
- International Standard Name Identifier: 0000 0001 3994 6635
- Library of Congress Control Number: n80009780
- Nationale Bibliotheek van Letland: 000221131
- National Archives and Records Administration: 10600628
- Bibliotheek van het Japanse parlement: 00454276
- Nationale Bibliotheek van Tsjechië: xx0086900
- Nationale bibliotheek van Australië: 35283350
- Nationale Bibliotheek van Israël: 987007267176705171
- Nationale en Universitaire bibliotheek Zagreb: 000473735
- Nederlandse Thesaurus van Auteursnamen: 075184923
- Réseau des bibliothèques de Suisse occidentale: 02-A023178703
- SNAC: w6hx93pd
- Trove: 896723
- Virtual International Authority File: 310512757
- WorldCat: E39PBJdRtpWwh4BBk9Jc4HmPQq